# Larry J. Stockmeyer
Larry Joseph Stockmeyer (né en 1948 à Evansville, en Indiana, et mort le 31 juillet 2004) est un informaticien théoricien américain. Il est l’un des pionniers dans le domaine de la théorie de la complexité, et il a aussi apporté des contributions importantes dans le calcul distribué.

## Carrière
Larry Stockmeyer obtient en 1972 un B. Sc. en mathématique au Massachusetts Institute of Technology et la même année un M. Sc. en génie électrique, toujours au Massachusetts Institute of Technology également. En 1974, il obtient un Ph. D. en informatique au Massachusetts Institute of Technology, sous la supervision d'Albert R. Meyer, avec une thèse intitulée « The Complexity of Decision Problems in Automata Theory and Logic ».
De 1974 à 1982, Stockmeyer travaille à IBM Research, au Thomas J. Watson Research Center, Yorktown Heights, NY, puis de 1982 à novembre 2003 à IBM Research, Almaden Research Center, San Jose, CA. Enfin à partir d'octobre 2002 et jusqu'en 2004, il est chercheur associé au Computer Science Department de l'Université de Californie à Santa Cruz.

## Contributions
Larry Stockmeyer a contribué à la théorie de la complexité en informatique dès son émergence, au début des années 1970, notamment sur des problèmes NP-complets. C'est l'article The equivalence problem for regular expressions with squaring requires exponential space avec Albert R. Meyer qui introduit la hiérarchie polynomiale. Les machines de Turing alternantes ont été introduites, avec Ashok K. Chandra et Dexter Kozen. Des applications se retrouvent dans les automates finis inambigus et d'autres problèmes de complexité. Avec Michael Garey et David S. Johnson il considère la complexité des graphes hamiltoniens. Avec Moni Naor, il travaille en théorie de Ramsey ; avec Cynthia Dwork et Nancy Lynch il obtient le prix Dijkstra en 2007.

## Prix et distinctions
- 1996: Fellow de l'Association for Computing Machinery: « For several fundamental contributions to computational complexity theory, which have significantly affected the course of this field. »[4]
- 2007: Prix Dijkstra pour l’article Dwork, Lynch et Stockmeyer 1988[5],[6].

## Publications principales (sélection)
- Albert R. Meyer et Larry J. Stockmeyer, « The equivalence problem for regular expressions with squaring requires exponential space », Proc. 13th Annual Symposium on Switching and Automata Theory,‎ 1972, p. 125–129 (DOI 10.1109/SWAT.1972.29). — Cet article introduit la hiérarchie polynomiale[7],[8].
- Larry J. Stockmeyer, The Complexity of Decision Problems in Automata Theory and Logic, 1974 (hdl 1721.1/15540, lire en ligne). Sa thèse de Ph. D. — « one of the most remarkable doctoral theses in computer science »[9].
- Cynthia Dwork, Nancy Lynch et Larry Stockmeyer, « Consensus in the presence of partial synchrony », Journal of the ACM, vol. 35, no 2,‎ 1988, p. 288–323 (DOI 10.1145/42282.42283). — Cet article obtient le Prix Dijkstra in 2007[5].
- (en) Ashok K. Chandra, Dexter C. Kozen et Larry J. Stockmeyer, « Alternation », Journal of the ACM, vol. 28, no 1,‎ 1981, p. 114–133 (ISSN 0004-5411, DOI 10.1145/322234.322243)